# جوناثان فروست
جوناثان فروست (بالإنجليزية: Jonathan Frost)‏ هو قسيس بريطاني، ولد في 26 سبتمبر 1964.